# Scott County, Tennessee
Scott County är ett administrativt område i delstaten Tennessee, USA, med 22 228 invånare. Den administrativa huvudorten (county seat) är Huntsville.

## Historia
Scott County bildades 1849 av områden från Anderson, Campbell, Fentress och Morgan County. Countyt namngavs efter den amerikanske generalen Winfield Scott, en krigshjälte från det Mexikansk-amerikanska kriget.

### Staten Scott
Under det amerikanska inbördeskriget var befolkningen i countyt starka anhängare av Nordstaterna, och de röstade mot Tennessees utträde ur unionen i juni 1861. Hela 521 mot 19, alltså 96 % röstade i folkomröstningen för att stanna kvar i unionen. Detta uppmuntrades den fjärde juni 1861 av senatorn Andrew Johnson i Huntsville. 1861 antog countyt en officiell resolution om ett utträdande ur staten Tennessee, och således även ur Amerikas konfedererade stater, och bildade den fria och självständiga staten Scott (Engelska: Free and Independent State of Scott). Countyt fortsatte att vara en del av unionen under hela kriget.
Detta upphävdes slutligen över hundra år senare, år 1986 då Scott County själva valde att officiellt återgå till Tennessee. Något som ceremoniellt beviljades även om dess utträde varken hade erkänts av staten, unionen eller konfederationen.

## Geografi
Enligt United States Census Bureau så har countyt en total area på 1 381 km². 1 378 km² av den arean är land och 3 km² är vatten. 

### Angränsande countyn
- McCreary County, Kentucky - norr
- Campbell County - öst
- Anderson County - sydost
- Morgan County - söder
- Fentress County - väst
- Pickett County - nordväst